# 阿利梅涅沃區
54°56′36″N 63°34′44″E / 54.94333°N 63.57889°E
阿利梅涅沃區（俄语：Альменевский район），是俄羅斯的一個區，位於該國南部，由庫爾干州負責管轄，面積2,510平方公里，2010年人口12,412，人口密度每平方公里4.95人。